# 福山隆夫
福山 隆夫（ふくやま たかお、1967年 - ）は、日本の警察官。警視庁 第76代捜査一課長、刑事部参事官、元 生安部参事官、元 組対部参事官、元 麹町署長、元 西新井署長、元 第一機動捜査隊長、元 捜査支援分析センター所長。

## 人物・経歴
1967年千葉県生まれ。千葉商科大学付属高等学校を経て、1989年3月千葉商科大学商経学部卒業。1989年4月警視庁入庁。秘書室長、捜査一課、西新井署長、第一機動捜査隊長、捜査支援分析センター所長等を歴任し、2021年2月第76代捜査一課長、2022年2月麹町署長、2024年2月刑事部参事官兼生安部参事官兼組対部参事官兼犯罪抑止対策本部付、2025年2月刑事部参事官就任就任。